# Дерксен, Герт-Ян
Герт-Ян Дерксен (нидерл. Geert-Jan Derksen, род. 2 мая 1975) — голландский спортсмен, гребец, призёр кубков мира по академической гребле 1999 и 2004 годов, а также Летних Олимпийских игр 2004 года.

## Биография
Герт-Ян Дерксен родился 2 мая 1975 года в нидерландском городе Дидам, провинция Гелдерланд. Тренируется на базе клуба «Okeanos», Амстердам. Профессиональную карьеру гребца начала с 1996 года.
Первые соревнования на международной арене, которые принесли Дерксену награду стал — III этап кубка мира по академической гребле 1999 года, что проходил в швейцарском городе Люцерна. В финальном заплыве восьмёрок с рулевым его команда заняла третье место с результатом 05:26.580, уступив первенство соперникам из Великобритании (05:26.160 — 2е место) и России (05:25.660 — 1е место).
Следующая бронзовая медаль на соревнованиях этого уровня была заработана в 2004 году в Мюнхене. Голландская восьмёрка с рулевым, в составе которой был Дерксен, в финале заплыва заняла третье место с результатом 05:54.330, уступив первенство гребцам из Германии (команда №1, 05:49.490 — 2е место) и Канады (05:47.340 — 1е место).
Первая олимпийская медаль (серебряная) в активе Дерксена была добыта на Летних Олимпийских играх 2004 года в Афинах. Представляя сборную Нидерландов по академической гребле в составе восьмёрки с рулевым, его команда пришла второй в финале заплыва. С результатом 5:43.75 они выиграли серебряный комплект наград, уступив первенство соперникам из США (5:42.48 — 1е место).